# سيلفستر ر. فولي جونيور
سيلفستر ر. فولي جونيور (بالإنجليزية: Sylvester R. Foley Jr.)‏ هو ضابط أمريكي، ولد في 19 سبتمبر 1928 في مانشستر في الولايات المتحدة.